# Středofranská říše
Středofranská říše (latinsky Francia media, tj. Střední Franky) bylo království v letech 843–855. Říše vznikla jako podíl Lothara I. při rozdělení Franské říše na základě Verdunské smlouvy roku 843. Zanikla nedlouho poté, když ji Lothar rozdělil na tři části: Italské království, Burgundské království s Provence a Lotharingii, které rozdělil mezi své tři syny.

## Historie
Středofranská říše byla ta část Franské říše, která po dekádě občasných válek připadla jejímu nominálnímu císaři Lotharu I. Zbylými částmi vzniklými při verdunském dělení byly Východofranská říše a Západofranská říše, kterým vládli Lotharovi bratři (všichni tři byli syny Ludvíka I. Pobožného). V souladu s císařským postavením vládce Středofranské říše zahrnovala tato říše císařská města Cáchy, někdejší sídlo Karla Velikého, a Řím, sídlo papeže a původní hlavní město Římské říše. Obdobně jako zbylé dva celky neměla ani Středofranská říše žádnou historickou ani etnickou identitu, která by mohla pomoci spojit ovládané národy.
V roce 855 ji na své smrtelné posteli v opatství v Prümu Lothar v obavě před svými bratry opět rozdělil, mezi své tři syny: Nejstaršímu Ludvíku II., od roku 850 korunovanému císaři, přidělil Italské království. Většinu území severně od Alp – Lotharingii – dostal Lothar II. Provence a dolní Burgundsko připadlo Karlovi z Provence.